# Papuogryllacris ligata
Papuogryllacris ligata är en insektsart som först beskrevs av Brunner von Wattenwyl 1888.  Papuogryllacris ligata ingår i släktet Papuogryllacris och familjen Gryllacrididae.

## Underarter
Arten delas in i följande underarter:
- P. l. divisa
- P. l. humeralis
- P. l. concoloriceps
- P. l. ligata